# Felicia Farr
Felicia Farr, pseudonimo di Olivia Dines (Westchester County, 4 ottobre 1932), è un'attrice e modella statunitense.

## Biografia
Modella fotografica e pubblicitaria durante gli anni cinquanta, Felicia Farr debuttò sul grande schermo nel 1955 nel film Un pugno di criminali di Howard W. Koch, accanto a Broderick Crawford e Ralph Meeker. Durante la seconda metà del decennio recitò in pellicole prevalentemente di genere western, al fianco di grandi star maschili come Glenn Ford in Vento di terre lontane (1956) di Delmer Daves e Quel treno per Yuma (1957) di Delmer Daves, Richard Widmark in L'ultima carovana (1956) di Delmer Daves, Joel McCrea in La storia del generale Houston (1956) di Byron Haskin, e Audie Murphy in Duello tra le rocce (1960) di George Sherman.

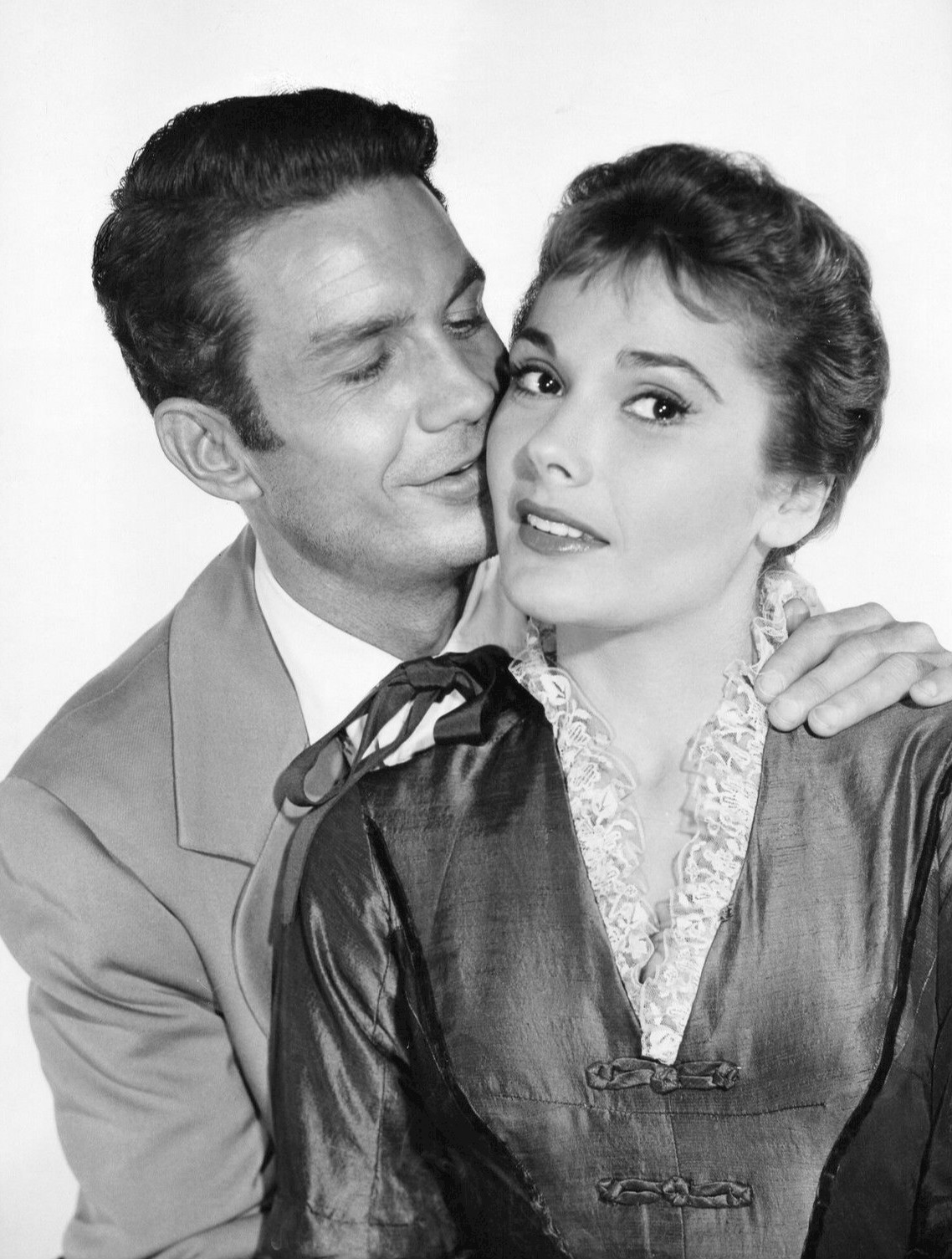
Felicia Farr e Cliff Robertson nella serie televisiva Playhouse 90 (1958)

La carriera cinematografica della Farr fu relativamente breve, e già dagli anni sessanta l'attrice diradò le sue apparizioni sul grande schermo. Tra i titoli da lei interpretati, sono da ricordare le commedie Baciami, stupido (1964) di Billy Wilder, in cui interpretò il ruolo della moglie di Orville Spooner (Ray Walston), e Vedovo aitante, bisognoso affetto offresi anche babysitter (1971) di Jack Lemmon, in cui recitò accanto a Walter Matthau, che fu suo partner anche nel successivo Chi ucciderà Charley Varrick? (1973) di Don Siegel. Più intensa fu la sua attività televisiva, con apparizioni in celebri serie quali Carovane verso il West (1961), Ben Casey (1962), Bonanza (1963), L'ora di Hitchcock (1964).
Dopo un lungo periodo di lontananza dalle scene, la Farr tornò sul grande schermo in un paio di occasioni, la prima nel film Così è la vita (1986), per la regia di Blake Edwards, cui fece seguito la partecipazione a I protagonisti (1992) di Robert Altman.

## Vita privata
Dopo un primo matrimonio con Lee Farr, da cui divorziò nel 1955 e da cui ebbe una figlia, Denise, l'attrice nel 1962 sposò Jack Lemmon, dal quale nel 1966 ebbe un'altra figlia, Courtney Lemmon, che si aggiunse al figlio che Jack Lemmon aveva avuto dal suo precedente matrimonio, Chris Lemmon, divenuto anch'egli attore.

## Filmografia

### Cinema
- Un pugno di criminali (Big House, U.S.A), regia di Howard W. Koch (1955)
- La mano invisibile (Time Table), regia di Mark Stevens (1956)
- Vento di terre lontane (Jubal), regia di Delmer Daves (1956)
- La storia del generale Houston (The First Texan), regia di Byron Haskin (1956)
- L'ultima carovana (The Last Wagon), regia di Delmer Daves (1956)
- Rappresaglia (Reprisal!), regia di George Sherman (1956)
- Quel treno per Yuma (3:10 to Yuma), regia di Delmer Daves (1957)
- È sbarcato un marinaio (Onionhead), regia di Norman Taurog (1958)
- Duello tra le rocce (Hell Bent for Leather), regia di George Sherman (1960)
- Baciami, stupido (Kiss Me, Stupid), regia di Billy Wilder (1964)
- Suspense a Venezia (The Venetian Affair), regia di Jerry Thorpe (1967)
- Vedovo aitante, bisognoso affetto offresi anche babysitter (Kotch), regia di Jack Lemmon (1971)
- Chi ucciderà Charley Varrick? (Charley Varrick), regia di Don Siegel (1973)
- Così è la vita (That's Life), regia di Blake Edwards (1986)
- I protagonisti (The Player), regia di Robert Altman (1992)
- Loser's Crown, regia di Colin Thompson (2014)

### Televisione
- TV Reader's Digest – serie TV, episodio 1x08 (1955)
- Celebrity Playhouse – serie TV, episodio 1x22 (1956)
- June Allyson Show (The DuPont Show with June Allyson) – serie TV, episodio 1x29 (1960)
- The Three Musketeers, regia di Tom Donovan – film TV (1960)
- Westinghouse Desilu Playhouse – serie TV, episodio 2x13 (1960)
- Corruptors (Target: The Corruptors) – serie TV, episodio 1x04 (1961)
- Hong Kong – serie TV, episodio 1x18 (1961)
- Bus Stop – serie TV, episodi 1x02-1x20 (1961-1962)
- Ben Casey – serie TV, episodio 2x03 (1962)
- The Greatest Show on Earth – serie TV, episodio 1x09 (1963)
- L'ora di Hitchcock (The Alfred Hitchcock Hour) – serie TV, episodio 2x15 (1964)
- Bonanza – serie TV, episodio 4x20 (1963)
- La legge di Burke (Burke's Law) – serie TV, episodio 1x23 (1964)
- I giorni di Bryan (Run for Your Life) – serie TV, episodio 3x15 (1967)

## Doppiatrici italiane
- Fiorella Betti in Quel treno per Yuma, Baciami, stupido, È sbarcato un marinaio
- Maria Pia Di Meo in Vento di terre lontane, L'ultima carovana
- Flaminia Jandolo in Duello tra le rocce
- Melina Martello in Suspense a Venezia
- Gabriella Genta in Così è la vita